# Park Yung-joo
Park Yung-joo (13 ottobre 1954) è un ex calciatore sudcoreano, di ruolo attaccante.